# Gmund am Tegernsee
Gmund am Tegernsee est une commune de Bavière (Allemagne), située dans l’arrondissement de Miesbach, dans le district de Haute-Bavière.
Habitants illustres : le Chancelier fédéral (Allemagne) Ludwig Erhard et l’architecte Sep Ruf.

Situation de Gmund (en rouge) dans l'arrondissement de Miesbach.